# 玻利維亞—智利關係

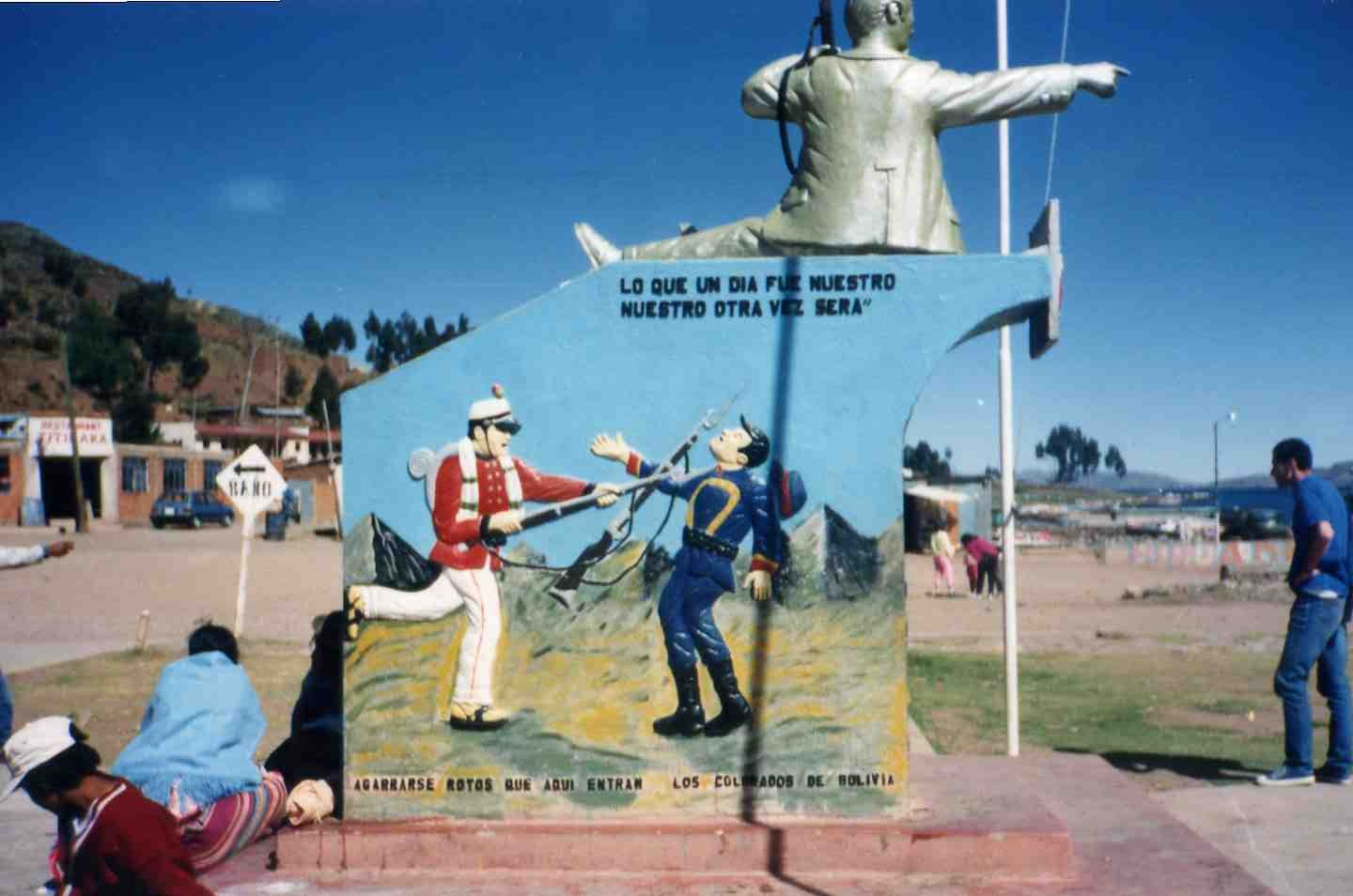
玻利維亞的一幅反智利的浮雕宣傳畫，寫道：「我們終將奪回我們的出海口」以及「看招，智利佬，玻利維亞軍隊回來了」

由於阿塔卡馬邊界爭端，智利和玻利維亞之間的國際關係自19世紀初獨立以來一直處於緊張狀態。玻利維亞在硝石戰爭中失去海岸並淪為內陸國家後，兩國關係進一步惡化（玻利維亞仍然聲稱擁有通往太平洋的走廊）。智利和玻利維亞自1978年以來僅保持領事關係，當時領土談判失敗，玻利維亞決定與智利斷絕外交關係。2013年4月，玻利維亞還向國際法院起訴智利，要求歸還智利控制的安托法加斯塔出海口。然而，儘管關係緊張，智利和玻利維亞仍有支持旅遊業和合作的經濟條約；因此，兩國之間的貿易不受領土爭端的影響。